# Petleshkov Hill
Der Petleshkov Hill (englisch; bulgarisch Петлешков хълм Petleschkow chalm) ist ein 221 m hoher und vereister Hügel auf der Astrolabe-Insel in der Bransfieldstraße nordwestlich der Trinity-Halbinsel des Grahamlands auf der Antarktischen Halbinsel. Er ragt 1,2 km nordöstlich des Damga Point, 1,32 km südöstlich des Raduil Point und 2,15 km westlich des Drumohar Peak auf. Die Mokren Bight liegt südlich von ihm.
Deutsche und britische Wissenschaftler kartierten ihn 1996 gemeinsam. Die bulgarische Kommission für Antarktische Geographische Namen benannte ihn 2018 nach Wasil Petleschkow (1845–1876), einem Anführer des Aprilaufstands, in Verbindung mit der Ortschaft Petleschkowo im Nordosten Bulgariens.